# Associação On Line de Esportes
A Associação On Line de Esportes  é uma entidade desportiva, fundando em Novo Hamburgo, que desenvolveu um trabalho profissional no voleibol masculino em 2004-05, 2005-06 e 2006-07, participando da Superliga Brasileira A.

## História
Em 2004, sagrou-se campeão do Campeonato Gaúcho, e disputou a competição equivalente a segunda divisão do voleibol nacional, a extinta Liga Nacional, na classificatória, esteve no Grupo VI com: Amavôlei de Maringá (PR), Foz do Iguaçu (PR),CIAP - Londrina (PR) e o Grêmio Náutico União (RS), com boas chances de avançar a fase final, devido ao regulamento que previa que o campeão de cada grupo avançava e também os vice-campeões dos Grupos V e VI também, e a final foi na cidade de Brasília, venceu na final o Minas Tênis Náutico Clube e alcançando a promoção a elite nacional
Estreou na Superliga Brasileira A na temporada de 2004-05, e conquistou o terceiro lugar ao derrotar o Wizard/Suzano, utilizando a alcunha On Line/Herval, sob o comando do técnico tricampeão nacional Jorge Schmidt, nas temporadas de 1994-95 (Frangosul/Ginástica), 1997-98 (Ulbra/Diadora) e 1998-99 (Ulbra/Pepsi); no elenco estavam os levantadores (Talmo Oliveira e Jotinha), os opostos (Fabiano Bittar (Tuba), Kaio Rocha), os ponteiros (Luciano Bozko, Digão, Denison e Thiago Alves), os centrais (Douglas Cordeiro, Patel e Riad Ribeiro, contando com o líbero Jefferson Orth.
Em 2005,  conquistou bicampeonato do Campeonato Gaúcho, mudou de sede para a cidade de São Leopoldo. Renovou com o oposto Tuba, o líbero Jefferson Orth,  trazendo o oposto Thiago Maciel, os ponteiros Diógenes Zagonel, Ivan Fagundes,  Rômulo Batista e Kid, além do levantador William Arjona, e os vice-campeões mundiais infanto-juvenis Lucas Provenzano e Lucas Vieira. e terminou na sexta posição na Superliga.
No período de 2006-07, utilizando a alcunha On Line/São Leopoldo, renovou com Kid, Kaio Rocha, Lucas Provenzano, promoveu uma série de mudanças no elenco, a vinda do líbero Thales Hoss, dos levantadores Fred e Sandro Barbalho, reforçando-se dos opostos: Fábio Brandini, Alan Soares Júlio e Dhiego Gestich, dos centrais Rodrigão, Carlos Schwanke, Vinicius Raguzzoni, Tiago Wesz e Thiago Salsa, e o ponta Thiago Orízio, além do norte-americano Ryan Jay Owens,  e o técnico do elenco foi  Marcelo da Silva Ramos e finalizaram na oitava posição na Superliga.

A Online era famosa por recrutar adolescentes que jogavam vôlei no Colégio Estadual 25 de Julho para trabalharem como boleiros nos jogos oficiais, recolhendo bolas, secando e entregando-as aos jogadores, além de secar a quadra quando algum jogador caía no chão. Também passavam a "bruxa" sincronizadamente nos intervalos. Os garotos Naidion Silva, William Weigert e Jeferson Lombaldo eram alguns dos destaques.
Mais tarde, em Novo Hamburgo, passou a trabalhar com as categorias de bases, como em 2009  revelava o atacante Lucas Madalóz.

## Títulos e resultados
Mundial de Clubes:0
 Campeonato Sul-Americano de Clubes:0

  Superliga Brasileira:
- Terceiro posto:2004-05

  Campeonato Gaúcho:
- Campeão:2004, 2005